# 대구 동구의 국회의원
대구광역시 동구 선거구는 경상북도 대구시 선거구가 6개로 나뉘어 있었는데 1963년 1월 1일 구제 실시와 함께 제6대 총선에서 경상북도 대구시 중구 선거구 등 4개로 조정될 때 탄생하였다. 제4공화국에서 중선거구제가 실시되어 대구시 동구·남구 선거구로, 수성구 분구와 대구직할시 승격(달성군 공산면, 경산군 안심읍 편입) 후에는 대구직할시 동구·북구 선거구로, 제6공화국에서 소선거구제로 환원되어 단독 선거구가 되었다. 그 후 2개로 나뉘면서, 현재의 대구광역시 동구 갑·을 선거구가 되었다.

## 행정구역 변천
- 1963년 1월 1일 경상북도 대구시 동구 설치
- 1980년 4월 1일 신천동 일부(수성동4가)·범어동·만촌동·수성동1가·2가·3가·황금동·중동·상동·파동·두산동·지산동·범물동에 수성구 설치
- 1981년 7월 1일 달성군 공산면, 경산군 안심읍 편입, 대구직할시 동구
- 1987년 1월 1일 연경동 북구에 편입
- 1995년 1월 1일 대구광역시 동구

## 대구 동구의 역대 국회의원 일람
| 대수   | 이름               | 소속정당     | 임기                               | 선거구역 |
| ------ | ------------------ | ------------ | ---------------------------------- | --- |
| 제6대  | 이원만(李源万)     | 민주공화당   | 1963년 12월 17일 ~ 1967년 6월 30일 | 대구시 동구 일원 |
| 제7대  | 이원만(李源万)     | 민주공화당   | 1967년 7월 1일 ~ 1971년 6월 30일   | 대구시 동구 일원 |
| 제8대  | 김정두(金正斗)     | 신민당       | 1971년 7월 1일 ~ 1972년 10월 17일  | 대구시 동구 일원 |
| 제9대  | 이효상(李孝祥)     | 민주공화당   | 1973년 3월 12일 ~ 1979년 3월 11일  | 대구시 동구·남구 일원 |
| 제9대  | 신도환(辛道煥)     | 신민당       | 1973년 3월 12일 ~ 1979년 3월 11일  | 대구시 동구·남구 일원 |
| 제10대 | 이효상(李孝祥)     | 민주공화당   | 1979년 3월 12일 ~ 1980년 10월 27일 | 대구시 동구·남구 일원 |
| 제10대 | 신도환(辛道煥)     | 신민당       | 1979년 3월 12일 ~ 1980년 10월 27일 | 대구시 동구·남구 일원 |
| 제11대 | 김용태(金瑢泰)     | 민주정의당   | 1981년 4월 11일 ~ 1985년 4월 10일  | 대구시 동구·북구 일원 |
| 제11대 | 목요상(睦堯相)     | 민주한국당   | 1981년 4월 11일 ~ 1985년 4월 10일  | 대구시 동구·북구 일원 |
| 제12대 | 김용태(金瑢泰)     | 민주정의당   | 1985년 4월 11일 ~ 1988년 5월 29일  | 동구·북구 일원 |
| 제12대 | 목요상(睦堯相)     | 민주한국당   | 1985년 4월 11일 ~ 1988년 5월 29일  | 동구·북구 일원 |
| 제13대 | 박준규(朴浚圭)     | 민주정의당   | 1988년 5월 30일 ~ 1992년 5월 29일  | 동구 일원 |
| 제14대 | 김복동(金復東)     | 민주자유당   | 1992년 5월 30일 ~ 1996년 5월 29일  | 동구 갑: 신암1동, 신암2동, 신암3동, 신암4동, 신암5동, 신천1동, 신천2동, 신천3동, 신천4동, 효목1동, 효목2동                                        |
| 제14대 | 박준규(朴浚圭)     | 민주자유당   | 1992년 5월 30일 ~ 1993년 6월 30일  | 동구 을: 평광동, 불로동, 봉무동, 도동, 지저동, 입석동, 검사동, 방촌동, 둔산동, 부동, 신평동, 안심1동, 안심2동, 안심3동, 안심4동, 공산1동, 공산2동 |
| 제14대 | 서훈(徐勳)         | 무소속       | 1993년 8월 13일 ~ 1996년 5월 29일  | 동구 을: 평광동, 불로동, 봉무동, 도동, 지저동, 입석동, 검사동, 방촌동, 둔산동, 부동, 신평동, 안심1동, 안심2동, 안심3동, 안심4동, 공산1동, 공산2동 |
| 제15대 | 김복동(金復東)     | 자유민주연합 | 1996년 5월 30일 ~ 2000년 4월 19일  | 동구 갑: 신암1동, 신암2동, 신암3동, 신암4동, 신암5동, 신천1동, 신천2동, 신천3동, 신천4동, 효목1동, 효목2동                                        |
| 제15대 | 서훈(徐勳)         | 무소속       | 1996년 5월 30일 ~ 2000년 5월 29일  | 동구 을: 평광동, 불로봉무동, 도동, 지저동, 입석동, 검사동, 방촌동, 둔산부동, 신평동, 안심1동, 안심2동, 안심3동, 안심4동, 공산1동, 공산2동         |
| 제16대 | 강신성일(姜申星一) | 한나라당     | 2000년 5월 30일 ~ 2004년 5월 29일  | 동구 일원 |
| 제17대 | 주성영(朱盛英)     | 한나라당     | 2004년 5월 30일 ~ 2008년 5월 29일  | 동구 갑: 신암1동, 신암2동, 신암3동, 신암4동, 신암5동, 신천1·2동, 신천3동, 신천4동, 효목1동, 효목2동                                               |
| 제17대 | 박창달(朴昌達)     | 한나라당     | 당선 무효                          | 동구 을: 도평동, 불로봉무동, 지저동, 동촌동, 방촌동, 해안동, 안심1동, 안심2동, 안심3·4동, 공산동                                                  |
| 제17대 | 유승민(劉承旼)     | 한나라당     | 2005년 10월 27일 ~ 2008년 5월 29일 | 동구 을: 도평동, 불로봉무동, 지저동, 동촌동, 방촌동, 해안동, 안심1동, 안심2동, 안심3·4동, 공산동                                                  |
| 제18대 | 주성영(朱盛英)     | 한나라당     | 2008년 5월 30일 ~ 2012년 5월 29일  | 동구 갑: 신암1동, 신암2동, 신암3동, 신암4동, 신암5동, 신천1·2동, 신천3동, 신천4동, 효목1동, 효목2동                                               |
| 제18대 | 유승민(劉承旼)     | 한나라당     | 2008년 5월 30일 ~ 2012년 5월 29일  | 동구 을: 도평동, 불로봉무동, 지저동, 동촌동, 방촌동, 해안동, 안심1동, 안심2동, 안심3·4동, 공산동                                                  |
| 제19대 | 류성걸(柳性杰)     | 새누리당     | 2012년 5월 30일 ~ 2016년 5월 29일  | 동구 갑: 신암1동, 신암2동, 신암3동, 신암4동, 신암5동, 신천1·2동, 신천3동, 신천4동, 효목1동, 효목2동                                               |
| 제19대 | 유승민(劉承旼)     | 새누리당     | 2012년 5월 30일 ~ 2016년 5월 29일  | 동구 을: 도평동, 불로봉무동, 지저동, 동촌동, 방촌동, 해안동, 안심1동, 안심2동, 안심3·4동, 공산동                                                  |
| 제20대 | 정종섭(鄭宗燮)     | 새누리당     | 2016년 5월 30일 ~ 2020년 5월 29일  | 동구 갑: 신암1동, 신암2동, 신암3동, 신암4동, 신암5동, 신천1·2동, 신천3동, 신천4동, 효목1동, 효목2동, 지저동, 동촌동                               |
| 제20대 | 유승민(劉承旼)     | 무소속       | 2016년 5월 30일 ~ 2020년 5월 29일  | 동구 을: 도평동, 불로봉무동, 방촌동, 해안동, 안심1동, 안심2동, 안심3·4동, 공산동                                                                  |
| 제21대 | 류성걸(柳性杰)     | 미래통합당   | 2020년 5월 30일 ~ 2024년 5월 29일  | 동구 갑: 신암1동, 신암2동, 신암3동, 신암4동, 신암5동, 신천1·2동, 신천3동, 신천4동, 효목1동, 효목2동, 지저동, 동촌동                               |
| 제21대 | 강대식(姜大植)     | 미래통합당   | 2020년 5월 30일 ~ 2024년 5월 29일  | 동구 을: 도평동, 불로봉무동, 방촌동, 해안동, 안심1동, 안심2동, 안심3·4동, 공산동                                                                  |
| 제22대 | 최은석(崔殷碩)     | 국민의힘     | 2024년 5월 30일 ~                  | 동구·군위군 갑: 신암1동, 신암2동, 신암3동, 신암4동, 신암5동, 신천1·2동, 신천3동, 신천4동, 효목1동, 효목2동, 지저동, 동촌동, 방촌동                |
| 제22대 | 강대식(姜大植)     | 국민의힘     | 2024년 5월 30일 ~                  | 동구·군위군 을: 도평동, 불로봉무동, 해안동, 안심1동, 안심2동, 안심3·4동, 공산동, 군위군 일원                                                      |

## 같이 보기
- 대구시의 국회의원
- 대구 북구의 국회의원
- 대구 중구의 국회의원
- 대구 남구의 국회의원
- 대구 서구의 국회의원
- 대구 수성구의 국회의원
- 대구 달서구의 국회의원
- 달성군의 국회의원
- 군위군의 국회의원
- 동구 (1988년 대구 선거구)
- 동구 갑 (1992년 대구 선거구)
- 동구 을 (1992년 대구 선거구)
- 동구 (2000년 대구 선거구)
- 동구 갑 (2004년 대구 선거구)
- 동구 을 (2004년 대구 선거구)
- 동구·군위군 갑
- 동구·군위군 을